# Revuelta jónica
La revuelta jónica y revueltas asociadas en Eolia, Doria, Chipre y Caria fueron rebeliones militares por parte de varias regiones griegas de Asia Menor contra el dominio persa, que ocurrieron entre el 499 a. C. y el 493 a. C. En el centro de la rebelión estaba el descontento de las ciudades griegas de Asia Menor con los tiranos designados por Persia para gobernarlas, junto con las acciones individuales de dos tiranos milesios, Histieo y Aristágoras. Se trató de un episodio decisivo de la confrontación entre griegos y persas en la Antigüedad. Fue impulsada por Aristágoras, el tirano de Mileto, en el año 499 a. C. Constituyó el primer conflicto a gran escala entre ciudades griegas y el Imperio persa. Muchas ciudades ocupadas por los persas en Asia Menor y Chipre se alzaron contra sus dominadores. Los insurrectos lograron tomar Sardes pero el contraataque persa condujo a la derrota definitiva tras la batalla naval de Lade y la ocupación de Mileto en el 494 a. C.
Su origen fue la voluntad de Darío I de controlar las fuentes de aprovisionamiento de trigo y de madera para la construcción naval de Grecia. Para ello debía atacar, con la ayuda de los contingentes griegos jonios, en primer lugar, a los escitas, que habían creado un poderoso imperio en Rusia meridional y cuyas relaciones comerciales con los griegos eran fructuosas y activas. Estaba, sin duda, también la intención de controlar la ruta del comercio de oro, extraído de los montes Urales o de Siberia y con el que los escitas comerciaban a gran escala. Algunas expediciones contra los escitas acabaron en un estrepitoso fracaso, ya que estos aplicaban la táctica de la tierra quemada al ejército persa. El ejército persa escapó del desastre y el cerco gracias a la lealtad del contingente griego que guardaba el puente sobre el Danubio (Ister).
Sin embargo, Darío se aseguró el dominio de Tracia mientras que el rey Amintas I de Macedonia reconoce el señorío de Persia (513 a. C.). En el 508 a. C., la isla de Samotracia cayó bajo el yugo persa. Incluso Atenas solicitó, hacia 508, la alianza persa. De esta campaña Darío sacó la conclusión de que podía contar con la fidelidad de los griegos jonios. Estos, estimaban en cambio que podían, sin riesgos excesivos, sublevarse contra el dominio persa, puesto que la expedición contra los escitas había demostrado que el imperio aqueménida no era invulnerable.
Las ciudades de Jonia habían sido conquistadas por Persia alrededor del año 540 a. C. y posteriormente fueron gobernadas por tiranos nativos, nombrados por el sátrapa persa en Sardes. En 499 a. C., el tirano de Mileto, Aristágoras, lanzó una expedición conjunta con el sátrapa persa Artafernes para conquistar Naxos, en un intento de reforzar su posición. La misión fue una debacle y, al sentir su inminente destitución como tirano, Aristágoras decidió incitar a toda Jonia a la rebelión contra el rey persa Darío. En el 498 a. C., apoyados por tropas de Atenas y Eretria, los jonios avanzaron, capturaron y quemaron Sardes. Sin embargo, en su viaje de regreso a Jonia, fueron perseguidos por tropas persas y derrotados decisivamente en la batalla de Éfeso. Esta campaña fue la única acción ofensiva de los jonios, que posteriormente pasaron a la defensiva. Los persas respondieron en 497 a. C. con un ataque de tres frentes destinado a recuperar las zonas periféricas de la rebelión, pero la extensión de la revuelta a Caria significó que el ejército más grande, al mando de Daurises, se trasladara allí. Aunque inicialmente hizo una campaña exitosa en Caria, este ejército fue aniquilado en una emboscada en la Batalla de Pedaso. Esta batalla dio inicio a un punto muerto durante el resto del 496 a. C. y el 495 a. C.
Para el año 494 a. C., el ejército y la marina persas se habían reagrupado y se dirigieron directamente al epicentro de la rebelión en Mileto. La flota jónica intentó defender Mileto por mar, pero fue derrotada decisivamente en la batalla de Lade, tras la deserción de los samios. Luego, Mileto fue sitiada, capturada y su población quedó bajo el dominio persa. Esta doble derrota puso fin efectivamente a la revuelta y, como resultado, los carios se rindieron a los persas. Los persas pasaron el año 493 a. C. reduciendo las ciudades a lo largo de la costa occidental que aún resistían contra ellos, antes de finalmente imponer un acuerdo de paz en Jonia que generalmente se consideró justo y equitativo.
La Revuelta Jónica constituyó el primer conflicto importante entre Grecia y el Imperio Persa y, como tal, representa la primera fase de las Guerras greco-persas o guerras médicas. Aunque Asia Menor había vuelto al redil persa, Darío prometió castigar a Atenas y Eretria por su apoyo a la revuelta. Además, al ver que las innumerables ciudades-estado de Grecia representaban una amenaza continua para la estabilidad de su Imperio, según Heródoto, Darío decidió conquistar toda Grecia. En 492 a. C., comenzó la primera invasión persa de Grecia, la siguiente fase de las guerras greco-persas, como consecuencia directa de la revuelta jónica.

## Orígenes de la revuelta
Jonia sufrió en sus intereses esta dominación. Estaba constituida por doce ciudades griegas fundadas hacia el siglo VIII a. C.: Mileto, Éfeso, Focea, Clazómenas, Colofón, Priene, Teos, Quíos, Samos, Eritras, Miunte y Lebedos. A estas polis hay que añadir las ciudades de Eólida, región situada al noroeste de Jonia, como Esmirna. Estas ciudades de las que se habían adueñado Ciro II, o más bien, su general Harpago hacia 540 a. C., eran prósperas en el momento de la conquista. Después, sólo Mileto había acertado a concluir un tratado de amistad que le asegurara una relativa independencia. Fue, sin embargo, Mileto la que originó el levantamiento de 499 a. C.
Sin embargo el dominio persa no era gravoso. Cada ciudad conservaba sus instituciones con la condición expresa de aceptar y de mantener al tirano griego, el sátrapa o funcionario persa que quisiera enviar el "Gran Rey". Darío I y sus sucesores respetaron las costumbres de los diferentes pueblos de su imperio y se encargan a veces de llamar al orden los funcionarios. Pero Mileto sintió su prosperidad amenazada por la llegada de los persas.
Desde el 512 a. C., el mar Negro era un «lago persa», y Tracia se había convertido en una satrapía. Mileto se abastecía allí de trigo y de toda clase de materias primas. A eso se sumaba que las gentes de Mileto habían visto partir a sus «intelectuales», que huían ante la dominación persa. Los persas eran, a ojos de numerosos griegos jonios, bárbaros reacios a los «encantos» de la civilización griega, que conservaban su lengua, su religión y sus costumbres.
La colonización persa cerró el acceso a los mares septentrionales en el momento en que Síbaris, el almacén occidental de Mileto, cayó bajo los golpes de Crotona (510 a. C.). Además, los persas favorecieron sistemáticamente a los rivales fenicios de Tiro y Sidón.
Tras la toma de Bizancio por los persas cerraron los estrechos y el comercio hacia el Ponto Euxino. Sin duda, demostraba una voluntad de emancipación de las ciudades jónicas que les empujó, por una parte, a rechazar a los tiranos impuestos por los persas, y por otra, a liberarse del yugo aqueménida. Cuando la revuelta estalló, tuvo como primera consecuencia, en numerosas ciudades, la evicción de los tiranos y la proclamación de la isonomía.

## El papel de Mileto y la búsqueda de ayuda de la Grecia continental

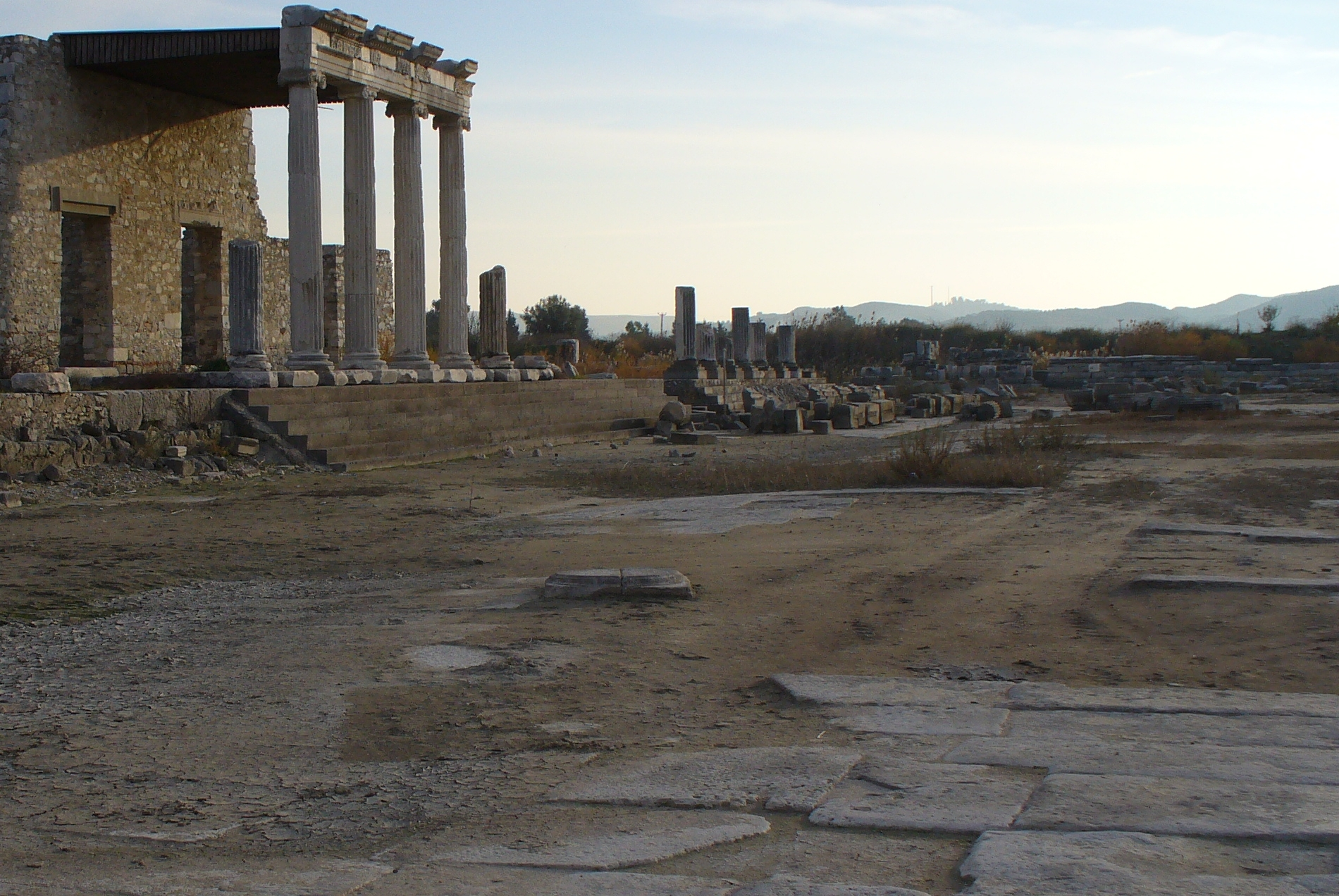
Ruinas de Mileto.

La soberanía se convirtió en una prioridad. Esta aspiración a la libertad fue teorizada por Aristágoras de Mileto. Bajo la bandera de la liberación, reunió a las ciudades jonias. El objetivo de retomar Bizancio y Chipre a los persas parecía realista y empujó a los griegos de Asia a la revuelta. Esta se preparó con gran secreto en Naxos y en Mileto. El tirano de esta última era Histieo, retenido en Susa por Darío I, como su <<compañero real de mesa>> temeroso de su influencia en el mundo jonio, y quien dirigía la ciudad en su ausencia, era su yerno Aristágoras, nieto de un antiguo tirano de la ciudad. Al principio se alió con los persas para retomar Naxos (500 a. C.), que se había rebelado, pero se enemistó rápidamente con el general persa por una afrenta que este hizo a uno de sus subordinados.
Recibió entonces los consejos de Histieo, ordenándole rebelarse contra Darío. Temía, sin duda, también soportar la responsabilidad del fracaso ante Naxos. Después de un tenso consejo de los milesios, donde la única voz discordante era la de Hecateo de Mileto, gran conocedor del mundo persa gracias a sus viajes, un predecesor de Heródoto, se opuso al proyecto. Aristágoras esgrimió el estandarte de la rebelión (499 a. C.) y se adueñó de varias naves persas y fenicias. Proclamó luego la igualdad de las ciudades jonias (la isonomía). Esta alianza carecía de un proyecto claro y sobre todo de medios; era necesario esperar la ayuda de la Grecia europea.
Aristágoras partió, en el invierno de 499 a. C., hacia Grecia continental para solicitar ayuda militar. El momento era poco propicio, pues Esparta estaba dividida por la rivalidad de sus dos reyes Cleómenes I, que al parecer poseía pocas cualidades para el mando y gobierno, y Demarato, que al ser el hijo segundo al nacer (pese a que fuese de la primera esposa de su padre). En cuanto a Atenas, se reponía apenas de las convulsiones consecutivas a la puesta en práctica de las reformas de Clístenes, nieto de Clístenes de Sición. Finalmente, sólo dos ciudades contestaron a la llamada: Atenas, que envió 20 barcos, y Eretria, que envió 5, en reconocimiento a que Mileto que la había ayudado antiguamente contra Calcis. En total, no representaba más de 2.000 hombres. Para las ciudades griegas de Europa, el problema les quedaba lejano y los conflictos locales eran juzgados más importantes.

## Etapas del conflicto

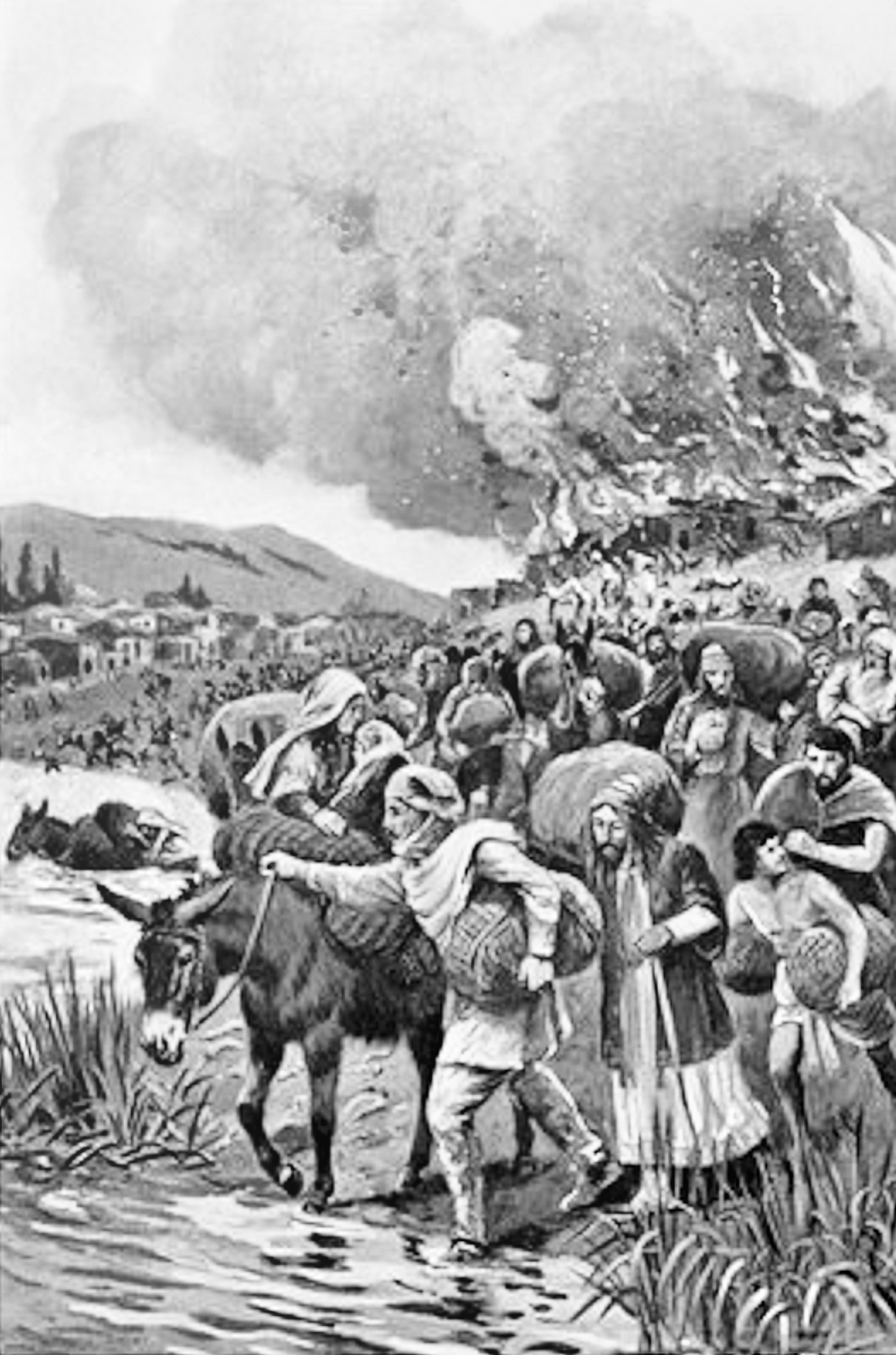
La quema de Sardes por los griegos durante la revuelta jónica en el 498 a.

Haría falta, sin embargo, a los persas más de 6 años para sofocar la rebelión. Los primeros combates fueron favorables a los jonios. La flota griega aniquiló a la flota fenicia en un primer combate en las costas de Panfilia, hacia 498 a. C. En tierra, los persas se prepararon a sitiar la ciudad de Mileto, cuando Caropino, hermano de Aristágoras, con la ayuda del contingente ateniense, orquestó una maniobra de diversión y asoló Sardes, la antigua capital de Creso, que era la sede de una satrapía. Pero a la vuelta, el sátrapa Artafernes, que se encontraba sitiando Mileto, los interceptó en la batalla de Éfeso y logró la victoria (primavera de 498 a. C.).
Al final del verano del 498, el cuerpo expedicionario griego, o al menos lo que quedaba de él, recogió el bagaje para volver a Atenas y a Eretria. Esta defección no impidió a la rebelión ganar amplitud. En el otoño de 498, el levantamiento, ganó Chipre, con excepción de Amatunte, así como la Propóntide y el Helesponto hasta Bizancio. Luego se sublevó Caria. A principios del 497 a. C., la situación de los persas era crítica, pero Darío I reaccionó con celeridad y llevó simultáneamente tres ejércitos y una nueva flota. En cuestión de un año (497 a. C.) la rebelión fue aplastada en Chipre y en las ciudades del Helesponto. En cuanto a los carios, fueron vencidos en el río Marsyas en el otoño de 497, a pesar de la ayuda de los milesios, y más tarde en Labraunda en el verano de 496 a. C. Parece que, por aquel entonces, Aristágoras se fugó a Tracia donde murió poco después (497) en un combate. En cuanto a Histieo, ejerció la piratería en el mar Egeo y fue muerto poco después.
Los carios se repusieron e infligieron una grave derrota a los persas en el siguiente otoño en Pedaso (496). Finalmente, se entablaron largas y penosas negociaciones y los carios no depusieron las armas hasta el 494 a. C.

Mileto se encontraba entonces sola. Al principio del año 494, los persas concentraron sus tropas contra Mileto. La ciudad fue asaltada simultáneamente por tierra y por mar. Una batalla naval, entre unas 350 naves griegas y 600 naves fenicias, egipcias y chipriotas se extendió a lo ancho de la isla de Lade durante el verano del 494 (batalla naval de Lade).Tras tratar con los persas las naves de Samos y Lesbos se retiran antes de comenzar la batalla y la flota griega es aniquilada. La ciudad fue tomada y arrasada poco después y su población deportada a las orillas del Tigris.

En el año 493 a. C., los persas sometieron a las últimas ciudades e islas rebeldes (Quíos, Lesbos y Ténedos), mientras que su flota navegó victoriosa por las costas del Helesponto y de Calcedonia.

## Consecuencias de la derrota jónica
Esta derrota arrastró a la Grecia continental, en particular a Atenas, a una profunda reacción de tristeza. Así el poeta Frínico compuso una obra titulada La Toma de Mileto que hacía anegar en lágrimas al público (siendo condenado su autor a una multa de 1000 dracmas por haber recordado acontecimientos desgraciados).
La intervención militar persa en Asia Menor había traído a Darío I hacia Occidente y suscitado quizás en él ideas expansionistas, o al menos, el deseo de establecer en Grecia misma, regímenes que le fueran favorables. El papel jugado por Atenas y Eretria le mostraron la necesidad de imponer su autoridad sobre las dos orillas del mar Egeo. Sin embargo, si se exceptúa la suerte de Mileto, Darío usó una moderación relativa que impuso un fuerte tributo a las ciudades sublevadas pero permitiéndoles su autonomía.